# Độn giáp
Độn Giáp là một trong ba môn học xếp vào tam thức (Thái Ất, Độn giáp, Lục nhâm đại độn). Có sách thêm hai chữ "Kỳ Môn" ở trước và có tên gọi là Kỳ Môn Độn giáp.
Độn Giáp là môn tính toán căn cứ vào sự tiêu trưởng của Âm Dương để đặt ra những nguyên tắc và định lý quyết đoán sự diễn tiến cát hung của sự vật.
Trong tam thức, nếu như Thái Ất thiên về Thiên, nó nghiên cứu sự chuyển động của các tinh tú ảnh hưởng đến Trái Đất thì Độn Giáp, lại thiên về Địa, nó nghiên cứu ảnh hưởng của địa lý, phong thủy đối với con người.

## Nguyên tắc
Độn Giáp là môn dự đoán, phát sinh từ Dịch học, ứng dụng dịch lý. Độn Giáp là hệ thức thời gian theo Can Chi tương ứng với các thuộc tính của Tiết khí, theo một chu kỳ tính theo năm (tháng) hoặc Nguyên, Hội, Vận v.v... mà mỗi vị trí thời gian Can Chi phản ánh một quá trình phát sinh, phát triển và kết quả của sự vật, hiện tượng, con người. Nói đến Độn Giáp là nói đến Tiết khí được lượng hoá qua độ mạnh yếu của khí Âm Dương bằng hằng số của Dịch học gọi là Cục.
Trong mười Thiên can thì ba nhóm Thiên can Ất, Bính, Đinh được gọi là Tam Kỳ, sáu nhóm Thiên can Mậu, Kỷ, Canh, Tân, Nhâm, Quý được gọi là Lục Nghi. Can giáp được ẩn đi nên gọi là Độn Giáp. Tam kỳ tượng trưng cho mặt trời, mặt trăng và tinh tú. (tam kỳ: Nhật kỳ, nguyệt kỳ, tinh kỳ; Lục nghi: là 6 nghi, mỗi nghi 05 ngày, Lục nghi có nghĩa là 30 ngày) Nhật kỳ: là ngày, là mặt trời sáng sủa - Ất kỳ; Nguyệt kỳ: là tháng, là mặt trăng đỏ sáng - Bính kỳ; Tinh kỳ: là giờ, là sao, là vi cấp của 60 giờ trong một nghi 5 ngày (5 x 12 giờ), chi phối bởi 28 vì sao, gọi là Nhị Thập Bát tú, còn gọi là Đinh kỳ; Mỗi Tiết trời có 03 nghi = 15 ngày.
Môn là Bát Môn, tức là tám cửa. Tám cửa gồm có Hưu Môn, Sinh Môn, Thương Môn, Đỗ Môn, Cảnh Môn, Tử Môn, Kinh Môn và Khai Môn. Tám cửa này là từ tám phương vị của Bát Quái mà ra. Trong quân sự còn có tên khác là Bát Trận Đồ. Tên các cửa trong Bát Trận Đồ là Thiên Môn, Địa Môn, Phong Môn, Vân Môn, Long Môn, Hổ Môn, Điểu Môn và Xà Môn. Bát Trận Đồ này xem thì rất đơn giản, dễ dàng nhưng kỳ thực thì thiên biến vạn hóa, cao siêu thần diệu. Bát Môn thực tế là tám loại cảm ứng điện từ của hệ Mặt Trời và Trái Đất đối với con người ta.
Kỳ Môn Độn Giáp: có nghĩa là Giáp trốn ở Mậu, bởi lẽ hai địa chi Hợi và Tí của can Giáp ở Tiết Lập Đông Tiểu Tuyết, Đại Tuyết, Đông chí. Khởi tính năm Giáp Tí ở Thiên can Mậu, nó độn trốn ở can Mậu; Tam Nguyên tức là Thượng Nguyên, Trung Nguyên, Hạ Nguyên; Thượng nguyên (ngươn): 1864-1923; Trung nguyên: 1924-1983; Hạ nguyên: 1984-2043 và 2044 trở lại Thượng nguyên.
Độn giáp được hình thành trên cơ sở bài toán Tổ Hợp Tuyến tính của 10 Can 12 Chi của: (Năm, Tháng, Tiết, Lục nghi, Tam kỳ của Tiên thiên bát quái, Hậu thiên bát quái, cửu cung (Hư, Sinh, Thương, Đổ, Cảnh Tử, Kinh, Khai, Trung ngũ cung); 28 sao (Giác, Cang, Đê, Phòng, Tâm, Vỹ, Cơ, Đẫu, Ngưu, Nữ, Hư, Nguy, Thất, Bích, Khuê, Lâu, Vị, Mão, Tất, Tuy, Sâm, Tỉnh, Quỹ, Liểu, Tinh, Trương, Diệc, Chẩn): Tính bằng giờ theo gọi theo can chi, và sao (y như tính thời gian bằng giờ, phút, giây)...
Muốn hiểu và hành được môn này, bạn phải thuộc bài thơ theo đây: Hưu Môn hung bạo hà phương Lợi; Sinh giả An Hòa, vạn sự thanh; Thương môn đại bại sự nan hành; Đổ thị tiêu diêu, chí khả thành; Cảnh môn hỹ lạc, tâm trung hảo; Tử giả khôn vong, phá tán tranh; Kinh môn tiền hung giai hậu kiết; Khai thời vạn sự cộng ngươn hanh. Bấm độn theo 8 cửa, còn phải thông thạo ngày giờ mình bấm độn, để tính làm một việc ở một thời gian thích hợp, tốt lành nào đó; Cần phải biết từ tháng Giêng đến tháng 12, phối hợp theo can và chi, phối hợp theo Tiết khí, xem rõ trong lục nghi, và tam kỳ, có can chi gì khắc hoặc thuận để phối hợp ra thời điểm, và các phương án dự phòng.
Bát Môn Đại Độn, cũng như Lục Nhâm Đại Độn (6 cách tính độn số), bạn có thể ứng dụng vào phong thủy, đất đai, nhà cửa, tuổi tác ứng nghiệm để sử dụng được. Rất chi tiết, đòi hỏi người muốn học và hành môn này, tâm phải thật thanh tịnh, vô nguyện, các số liệu vi cấp của đại độn cho phép thấy (Tuệ giác) nhiều điều khó nói hết được.
Hiện nay có nhiều trường phái độn giáp được phát triển ở Trung Hoa Đại lục và Đài Loan. Phổ biến nhất là thời gia kỳ môn học, sau đó là niên gia kỳ môn học, nguyệt gia kỳ môn học, nhật gia kỳ môn học...

## Đối tượng dự trắc
Kỳ Môn Độn Giáp là môn khoa học cho ta biết được thời điểm nào, phương vị nào sẽ có lợi cho ta và phương vị nào sẽ bất lợi cho ta, rồi ta có thể dựa vào đó cải thiện vận mệnh của ta cho từng thời điểm.
Kỳ Môn Độn Giáp được ứng dụng trong việc lựa chọn thời gian, hướng bày binh, xuất quân, cầu tài, cầu danh, yết kiến quý nhân, xuất hành, khai trương, động thổ, xây cất, tìm người cưới gả …
Trước đây, Độn giáp ứng dụng vào quân sự là chủ yếu. Ngày nay độn giáp có thể ứng dụng trong các hoạt động mang tính cạnh tranh, thi đua, nhất là trong lĩnh vực kinh doanh. Ngoài ra độn giáp còn là công cụ quan trọng trong tính toán địa lý "tam hợp" điều này cũng nói lên sự liên quan mật thiết giữa độn giáp với yếu tố "Địa" trong hệ thống tam tài Thiên - Nhân - Địa.

## Cách lập hệ thức độn giáp
Muốn lập Hệ thức Độn giáp, phải có:
Biết năm, tháng, ngày, giờ để tính can chi, xét can ngày để tính được nguyên nào:
- Can Giáp Kỷ gia với Tý Ngọ Mão Dậu là Thượng nguyên
- Can Giáp Kỷ gia với Dần Thân Tỵ Hợi là Trung nguyên
- Can Giáp Kỷ gia với Thìn Tuất Sửu Mùi là Hạ nguyên
Rồi tra tiết khí trong năm, qua đó tính được âm hay dương độn và mấy cục (xem bảng).
Ví dụ xem giờ Giáp Tí, ngày Giáp Tí, tháng Mậu Dần năm Ất Dậu (sau giao thừa Tết Ất Dậu, 09/02/2005):
Ngày xem Giáp Tí thuộc thượng nguyên, tiết Lập xuân, nên có Dương độn 8 cục.
Lập được bảng Lục nghi, Tam kỳ:
)
Giờ là Giáp Tí, xác định Trực phù là Thiên Nhậm, Trực sử là cửa Sinh.
Lập công thức Độn giáp là Thiên Nhậm / 8 và Sinh môn / 8.
Sau đó an và phân tích vị trí các cửa, các sao và các thần, trên cơ sở Dịch lý, Dịch số tiến hành phân tích và đoán giải.

## Cách xét đoán một hệ thức độn giáp
Có nhiều cách xét đoán một hệ thức độn giáp như: xem tổng quát, xem thân thế và vận hạn của một người, xem từng sự việc, xem theo cách bói Dịch, xem về các cách dụng binh và xem các cách đặc biệt...
- Tổng quát: Là xét vế can của giờ xem. Lối coi này được dùng khi cần coi cấp tốc các việc bất thường xảy ra như nghe một hung tin, bị máy mắt trước khi xuất hành hay trước khi việc gì nghi ngờ mà không tuỳ thuộc nơi mình.

Người coi căn cứ giờ ra thuộc can nào (Ất, Bính Đinh…) và căn cứ các sao thuộc vòng cửu tinh, Trực phù lạc vào cung nào mà có phương án đoán giải.
- Thân thế và vận hạn của một người: Là cách lập lá số độn giáp rồi xét mệnh chủ, nghi kỳ, xét bản mệnh….

Cách xem này tương tự như xem Tử vi, Tử bình, Bát tự Hà Lạc…
- Từng sự việc: Là dự báo về từng sự việc cụ thể như thời tiết (xem mưa hay tạnh ráo), xem gia trạch cát hung, xem thi cử, xem có thăng chức hay bị đổi đi, hôn nhân, bệnh tật, kiện tụng…
- Theo cách bói Dịch: Là căn cứ hệ thức độn giáp, qui về một quẻ Dịch, nạp giáp cho quẻ, an hào thế và hào ứng, an lục thân, lục thú… rồI tiến hành xét đoán như Bói Dịch.

Ngoài ra còn có xem về các cách dụng binh (phân chia chủ khách, bát tướng lâm Bát môn) và xem về các cách đặc biệt của hệ thức độn giáp.